# Joyce Ilg
Joyce Claudia Ilg (* 12. Oktober 1983 in Köln) ist eine deutsche Schauspielerin, Moderatorin, Synchronsprecherin, Komikerin, Webvideoproduzentin und Autorin.

## Leben
Joyce Ilg absolvierte nach dem Abitur ab 2004 ein Studium im Bereich Fotoingenieurwesen an der Fachhochschule Köln, das sie 2010 als Diplom-Ingenieurin abschloss. Parallel zu ihrem Studium nahm sie von 2005 bis 2006 Schauspielunterricht an der Kölner Schauspielschule Transtellar Productions und privaten Schauspielunterricht. Im Rahmen ihres Mitwirkens bei verschiedenen Fernsehproduktionen für die Grundy UFA TV arbeitete sie auch mit speziellen Schauspielcoaches, unter anderem mit Manfred Schwabe und Ursula Michaelis.
Ihre erste Fernsehrolle hatte Ilg in der RTL-Dailysoap Unter uns (2005). Sie spielte darin in mehreren Folgen die Schülerin Beatrice Aschenberg. 2007 folgte ein Engagement als Sophie Brenner in der RTL-Produktion Alles was zählt. Episodenhauptrollen hatte sie in der Comedyserie Der Lehrer und in der Actionserie Alarm für Cobra 11 – Die Autobahnpolizei sowie in der Krimiserie Einstein. 2008 war sie in dem Kurzspielfilm Schlechtes Fernsehen in der Hauptrolle der Solveig zu sehen.
Bekanntheit beim Fernsehpublikum erlangte Ilg insbesondere in der Serienhauptrolle der Saskia Brunner von 2007 bis 2009 in über 300 Folgen in der vom Bayerischen Rundfunk produzierten Fernsehserie Dahoam is Dahoam; sie hatte nach ihrem Ausstieg noch einige Gastauftritte in der Serie. 2009 nahm sie für den Fernsehsender VOX an der Kochshow Das perfekte Promi-Dinner teil.
Ilg spielte auch in einigen Kurzfilmen, Diplomfilmen und in Musikvideos mit. Außerdem arbeitete sie als Model für Print- und Plakatwerbung und drehte mehrere Werbespots, unter anderem für Sony Ericsson, Bruno Banani und für Xbox 360. Von September 2008 bis Januar 2011 moderierte sie das Web-TV-Projekt Trendpiraten.
Ilg war seit März 2013 regelmäßig auf dem YouTube-Kanal Ponk zu sehen, bei dem sie von Mai bis Dezember 2013 festes Mitglied war. Mitte Juni 2013 startete sie ihren eigenen YouTube-Kanal unter dem Namen Joyce, der derzeit (Stand: März 2022) mehr als 1.190.000 Abonnenten und über 235 Millionen  Videoaufrufe zählt. Seit November 2013 moderiert sie gemeinsam mit Timo Killer die Fernsehsendungen Loop – Wissen Hautnah und Zipp – Wissen Unterwegs auf RTL. Im Jahr 2014 eröffnete sie zusammen mit dem YouTuber Julian „Julez“ Weißbach und dem Comedian Luke Mockridge den YouTube-Kanal Snoozzze.
Seit dem 13. März 2015 ist sie in Einspielern in der Comedyshow Luke! Die Woche und ich auf Sat.1 zusammen mit Luke Mockridge zu sehen. Am 14. März 2015 nahm sie im Auftrag vom YouTube-Netzwerk Studio71 an der TV total Wok-WM 2015 teil. Am 28. August 2015 erschien ihre erste Single „Summerhill“.
Ilg warb auf der Gamescom 2016 für eine Karriere bei der Bundeswehr. Der WDR kritisierte aus diesem Anlass die Werbestrategie der Bundeswehr. Seit 2017 ist sie Lockvogel bei Verstehen Sie Spaß?.
Im November 2019 veröffentlichte sie gemeinsam mit Chris Halb12 das Sachbuch Hätte ich das mal früher gewusst!, das sich mehrere Monate in der Spiegel-Bestsellerliste hielt. Zeitgleich starteten beide einen Podcast unter demselben Namen. Seit dem 4. Dezember 2020 ist sie in Binge Reloaded auf Amazon Prime Video zu sehen.
Im Jahr 2022 lieh sie Ms. Tarantula in Die Gangster Gang (The Bad Guys) ihre Stimme.
Ilg hatte mehrere Gastauftritte bei den Mitternachtsspitzen, u. a. bei der Jubiläumssendung zu 35 Jahre Mitternachtsspitzen.

## Filmografie (Auswahl)
- 2004: K11 – Kommissare im Einsatz (Fernsehserie, Folge 2x23, Der skrupellose Schlachter)
- 2005: Unter uns (Fernsehserie)
- 2005: Das Jugendgericht (Fernsehserie)
- 2007: Alles was zählt (Fernsehserie)
- 2007–2009; 2010; 2012; 2017; 2020: Dahoam is Dahoam (Fernsehserie, 349 Folgen)
- 2008: Schlechtes Fernsehen (Kurzfilm)
- 2008: Alarm für Cobra 11 – Die Autobahnpolizei (Fernsehserie, Folge Die Braut)
- 2009; 2014: Der Lehrer (Fernsehserie, 2 Folgen)
- 2010: Jella Bella (Webserie)
- 2011: Ayuda – Wie starb Marilyn Otre?
- 2011: Unser Charly (Fernsehserie, Folge Verstrickt und verbandelt)
- 2011: Danni Lowinski (Fernsehserie, Folge Waisenkind)
- 2011: Vorstadtkrokodile 3
- 2012: MEK 8 (Fernsehserie, 2 Folgen)
- 2012: Heiter bis tödlich: Alles Klara (Fernsehserie, 2 Folgen)
- 2012: Monas Bürgermeister (Kurzfilm)
- 2013: Die Ahnen der Queen (Dokumentation)
- 2013: Doorks – Die YouTube Sitcom
- 2014–2018: Blockbustaz (Sitcom)
- 2015: 3 Türken und ein Baby
- 2015; 2017: Armans Geheimnis (Fernsehserie, 2 Folgen)
- 2015: Heldt (Fernsehserie, Folge Alles hat ein Ende …)
- 2015: Kartoffelsalat – Nicht fragen!
- 2015: Er ist wieder da
- 2016: Gut zu Vögeln
- 2016: Der Lack ist ab (Webserie, 4 Folgen)
- 2017: Emoji – Der Film (The Emoji Movie, Stimme von Jailbreak)
- 2017: Neomaniacs (Fernsehserie, 2 Folgen)
- 2018: Lux – Krieger des Lichts
- 2018: Einstein (Fernsehserie, Folge Optik)
- 2018: Meine teuflisch gute Freundin
- 2019: Wilsberg – Gottes Werk und Satans Kohle (Fernsehreihe)
- 2019: Immenhof – Das Abenteuer eines Sommers
- 2019: Misfit
- 2019: SOKO Köln (Fernsehserie, Folge Endstation Sehnsucht)
- 2019: Hubert ohne Staller (Fernsehserie, Folge Um ein Haar)
- 2019: Morden im Norden (Fernsehserie, Folge Herzweh)
- 2020: Kartoffelsalat 3 – Das Musical (Kinofilm)
- 2020: Rote Rosen (Fernsehserie)
- 2020: Falk (Fernsehserie, Folge Kampf gegen Windmühlen)
- seit 2020: Binge Reloaded
- 2021: Queens of Comedy (Fernsehserie)
- 2022: Notruf Hafenkante (Fernsehserie, 3 Folgen)
- 2024: Der Staatsanwalt (Fernsehserie, Folge Zu schön, um wahr zu sein)
- 2024: Bauchgefühl (Fernsehserie, Folge Wieder Lena)
- 2024: Das Traumschiff: Argentinien (Fernsehreihe)
- 2025: Oktoberfest 1905

## Fernsehauftritte
- 2009: Das Perfekte Promi-Dinner
- 2009: Eine wie keine (Gastauftritt)
- 2013–2015: Loop – Wissen Hautnah
- 2013–2015: Zipp – Wissen für Dich
- 2013: Die Harald Schmidt Show
- 2013: Die Ahnen der Queen
- 2014: Geht’s noch?! Kayas Woche
- 2014; 2015: TV total Stock Car Crash Challenge
- 2014: Neo Magazin
- 2014: Markus Lanz
- seit 2015: Luke! Die Woche und ich
- 2015: TV total
- 2015: Wok-WM
- 2015; 2016: Die beste Klasse Deutschlands
- 2015: Tiere wie wir
- 2015: TV total PokerStars.de Nacht
- 2015: Grill den Henssler
- 2015: Martin Rütters tierischer Jahresrückblick
- seit 2015: Disney Magic Moments
- 2016: Jetzt wird’s schräg
- 2016: Neo Magazin Royale
- 2017: Goldene Kamera Digital Award (Moderatorin)
- seit 2017: Verstehen Sie Spaß?
- 2017: Frag doch mal die Maus
- 2017: Miss Wildcard
- 2017, 2019: Kölner Treff
- 2017: Ben10 Challenge (Moderation/Host)
- 2018: Die Comedy-Show
- 2018: Witzearena
- 2018: Mord mit Ansage – Die Krimi-Impro Show
- 2018: Die Montagsmaler
- 2019: Comedy Cuisine
- 2019: Genial daneben – Das Quiz
- 2019: Wer weiß denn sowas?
- 2019: Bauerfeind: Die Show zur Frau
- 2019: Promi Shopping Queen
- 2019: Nickelodeon Kids’ Choice Awards 2019
- 2019: Quizduell
- 2019: Shapira Shapira
- 2020: KiKA LIVE
- 2020: Laura Karasek – Zart am Limit
- 2020–2021: Buchstaben Battle
- 2022: Auf der Couch
- 2023: Mitternachtsspitzen

## Diskografie
Singles
- 2015: Summerhill

## Bücher
- 2019: Zusammen mit Chris Halb12 Hätte ich das mal früher gewusst! Was man wirklich im Leben braucht, aber in der Schule nicht lernt. Rowohlt, Hamburg, ISBN 978-3-499-00103-1.